# オディーン・スキーン
オディーン・アンソニー・スキーン（Odean Anthony Skeen、1994年8月28日 ‐ ）は、ジャマイカ・セント・キャサリン教区出身の陸上競技選手。専門は短距離走の100mで、9秒98の自己ベストを持つ。15歳の時に2010年モンクトン世界ジュニア選手権男子4×100mリレーで銀メダル、2010年シンガポールユースオリンピック男子100mで金メダルを獲得するなど、若い頃には多くの国際大会で活躍した選手である。

## 経歴

### ユース時代
2010年3月にチャンプス (en) （10-19歳が対象のジャマイカの全国学校対抗陸上競技大会）のクラス2でスプリント2冠（男子100mと200m）を達成すると、4月のカリフタゲームズ (en) と7月の中央アメリカ・カリブジュニア選手権 (en) ではU17でスプリント3冠（男子100mと200と4×100mリレー）を達成した。
16歳の誕生日を約1か月後に控えた2010年7月下旬にはモンクトン世界ジュニア選手権に出場し、ユース選手ながらカテゴリーが1つ上の大会で世界大会デビューを果たした。出場した男子4×100mリレーではメンバー唯一のユース選手として臨むと、予選と決勝でジャマイカチームの3走を務め、決勝ではアメリカ（38秒93）に次ぐ2位（39秒55）で銀メダル獲得に貢献した。
新設された2010年8月のシンガポールユースオリンピックで世界大会個人種目に初出場を果たした。出場選手の中で今季ユース世界ランク2位（10秒46）として男子100mに臨むと、18日の予選は10秒63（-1.5）をマークし、当時ユース世界ランク1位（10秒39）のデイビット・ボラリンワがマークした10秒62（-0.2）に次ぐ全体2位で決勝に進出した。16歳の誕生日を1週間後に控えた21日の決勝では10秒42（+0.1）の自己ベスト（当時）をマークし、梨本真輝やデイビット・ボラリンワ（ともに10秒51）らを抑えて初の世界タイトルを獲得した。22日の男子メドレーリレーではアメリカ大陸チームの2走を務め、1分51秒38で優勝に貢献した。
2011年シーズンはハムストリングスの怪我に苦しみ、7月のリール世界ユース選手権はハムストリングスの怪我を悪化させたため男子100mを直前で欠場すると、男子200mには出場して予選を突破したものの、準決勝でフライングを犯し失格に終わった。

### ジュニア時代
2012年6月16日のジャマイカジュニア選手権男子100m決勝で10秒24（+2.2）をマークし、追い風参考記録ながら自己ベストを上回るタイムで優勝を飾った。同月30日の中央アメリカ・ジュニア選手権男子4×100mリレー決勝ではジャマイカチームの1走を務め、大会記録となる39秒39で優勝に貢献した。
2012年7月のバルセロナ世界ジュニア選手権には男子100mと男子4×100mリレーに出場した。男子100mは10日の予選を組1着となる10秒50（0.0）で突破するも、翌日の準決勝は10秒43（+1.3）の組3着に終わり、着順での突破はならずタイムで拾われて決勝に進出した。迎えた決勝ではアダム・ジェミリが10秒05（+0.1）の大会新記録を樹立した中、10秒28の自己ベスト（当時）をマークして銅メダルを獲得した。前回大会に続いて出場した男子4×100mリレーではジャマイカチームの2走を務めると、14日の決勝では優勝したアメリカに0秒30及ばなかったものの、38秒97のジュニアジャマイカ新記録樹立と銀メダル獲得に貢献した。

### サウス・プレインズ大学時代
2014年5月の全米短期大学選手権（NJCAA選手権）に出場すると、男子100m決勝で10秒14（+0.9）の自己ベスト（当時）をマークし、アンドレ・ドグラスに0秒01差で競り勝ち優勝した。アンカーを務めた男子4×100mリレーでも39秒55で優勝に貢献し、大会2冠を達成した。
2015年3月7日の全米短期大学室内選手権（NJCAA室内選手権）男子60m決勝を6秒56の自己ベストで制した。5月の全米短期大学選手権男子100mは決勝でフライングを犯し2連覇を逃した。

### オーバーン大学時代
2017年4月22日にオーバーン大学で行われたウォー・イーグル招待（War Eagle Invitational）男子100m予選において9秒98（+2.0）の自己ベストをマークし、10秒の壁を突破した。
2017年6月の全米学生選手権（NCAA選手権）には男子100mと男子4×100mリレーに出場すると、1走を務めた男子4×100mリレーは38秒48の2位に貢献した。男子100mは決勝進出ラインが10秒03というハイレベルなものとなった予選を10秒03（+0.8）で突破したが、100m決勝の前に行われた4×100mリレー決勝で負傷したため、10秒97（-2.1）の8位に終わった。
2017年6月23日のジャマイカ選手権男子100m準決勝を全体3位の10秒07（+0.5）で突破したが、決勝は負傷し途中棄権に終わった。

## 自己ベスト
記録欄の（　）内の数字は風速（m/s）で、+は追い風、-は向かい風を意味する。
| 種目 | 記録          | 年月日        | 場所           | 備考 |
| 屋外 | 屋外          | 屋外          | 屋外           | 屋外 |
| ---- | ------------- | ------------- | -------------- | ---- |
| 100m | 9秒98 (+2.0)  | 2017年4月22日 | オーバーン     |      |
| 200m | 20秒84 (+1.2) | 2010年4月5日  | ジョージタウン |      |
| 室内 |               |               |                |      |
| 55m  | 6秒19         | 2015年1月30日 | ラボック       |      |
| 60m  | 6秒56         | 2015年3月7日  | アルバカーキ   |      |

## 主要大会成績
備考欄の記録は当時のもの
| 年   | 大会                                           | 場所             | 種目      | 結果       | 記録            | 備考                   |
| ---- | ---------------------------------------------- | ---------------- | --------- | ---------- | --------------- | ---------------------- |
| 2009 | カリフタゲームズ (en) (U17)                    | ビュー・フォール | 4x100mR   | 優勝       | 40秒76 (2走)    | 大会記録               |
| 2010 | カリフタゲームズ (en) (U17)                    | ジョージタウン   | 100m      | 優勝       | 10秒53 (+0.6)   |                        |
| 2010 | カリフタゲームズ (en) (U17)                    | ジョージタウン   | 200m      | 優勝       | 20秒84 (+1.2)   | 大会記録               |
| 2010 | カリフタゲームズ (en) (U17)                    | ジョージタウン   | 4x100mR   | 優勝       | 41秒62 (2走)    |                        |
| 2010 | 中央アメリカ・カリブ ジュニア選手権 (en) (U17) | サントドミンゴ   | 100m      | 優勝       | 10秒84 (-2.3)   |                        |
| 2010 | 中央アメリカ・カリブ ジュニア選手権 (en) (U17) | サントドミンゴ   | 200m      | 優勝       | 21秒64 (-2.1)   |                        |
| 2010 | 中央アメリカ・カリブ ジュニア選手権 (en) (U17) | サントドミンゴ   | 4x100mR   | 優勝       | 40秒88 (2走)    |                        |
| 2010 | 世界ジュニア選手権                             | モンクトン       | 4x100mR   | 2位        | 39秒55 (3走)    |                        |
| 2010 | ユースオリンピック (en)                        | シンガポール     | 100m      | 優勝       | 10秒42 (+0.1)   | 自己ベスト             |
| 2010 | ユースオリンピック (en)                        | シンガポール     | メドレーR | 優勝       | 1分51秒38 (2走) | アメリカ大陸代表       |
| 2011 | 世界ユース選手権 (en)                          | リール           | 200m      | 準決勝失格 | DQ              | 予選21秒75 (-0.9)      |
| 2012 | 中央アメリカ・カリブ ジュニア選手権 (en)       | サンサルバドル   | 4x100mR   | 優勝       | 39秒39 (1走)    | 大会記録               |
| 2012 | 世界ジュニア選手権                             | バルセロナ       | 100m      | 3位        | 10秒28 (+0.1)   | 自己ベスト             |
| 2012 | 世界ジュニア選手権                             | バルセロナ       | 4x100mR   | 2位        | 38秒97 (2走)    | ジュニアジャマイカ記録 |